# جسیکا انیس-هیل
جسیکا انیس-هیل(زاده ۲۸ ژانویه ۱۹۸۶) ورزشکار بریتانیانی در رشته دو و میدانی اهل انگلیس و متخصص در رشته هفتگانه و دو ۱۰۰ متر بامانع است. او عضو باشگاه شفیلد و درنه در رشته دو و میدانی و قهرمان حال حاضر المپیک و مسابقات جهانی هفتگانه است. او همچنین قهرمان سابق هفتگانه اروپا است. و قهرمان سابق مسابقات داخلی جهانی در ورزشهای پنجگانه زنان است. در حال حاضر او دارندهٔ رکورد ملی انگلستان در رشته هفتگانه است. او رکورددار سابق بریتانیایی در دو ۱۰۰ متر بامانع، پرش ارتفاع و ورزشهای پنجگانه زنان است.